# Танац
Танац је насељено место у општини Јасеновац, у новској Посавини, Република Хрватска.

## Историја
До територијалне реорганизације у Хрватској насеље се налазило у саставу бивше велике општине Новска. Танац се од распада Југославије до маја 1995. године налазио у Републици Српској Крајини.

## Становништво
Насеље је према попису становништва из 2011. године имало 129 становника.
| Националност       | 1991.        |
| Хрвати             | 150 (94,33%) |
| Срби               | 7 (4,40%)    |
| Југословени        | 0            |
| остали и непознато | 2 (1,25%)    |
| Укупно             | 159          |